# Impostorul (film din 2001)
Impostorul este un film științifico-fantastic din 2001 regizat de Gary Fleder bazat pe o povestire omonimă scrisă de Philip K. Dick în 1953. Scenariul este realizat de Scott Rosenberg, iar producătorul filmului este Michael Phillips.

## Prezentare
Filmul are loc în anul 2079. Patruzeci și cinci de ani mai devreme, Pământul a fost atacat de către o civilizație extraterestră ostilă din Alpha Centauri, iar războiul continuă de atunci până în prezent.  Spencer Olham (Gary Sinise) este un proiectant guvernamental de arme ultrasecrete, care este reținut pentru suspiciunea de a fi cărat fără să știe o bombă și că este clona unui asasin creată de Centaurieni. Bomba se pare este activată de un cod și poate distruge toată planeta Pământ.

## Actori
- Gary Sinise este Spencer Olham
- Madeleine Stowe este Maya Olham
- Vincent D'Onofrio este Hathaway
- Tony Shalhoub este Nelson Gittes
- Tim Guinee este Dr. Carone
- Mekhi Phifer este Cale
- Gary Dourdan este Captain Burke
- Lindsay Crouse este Chancellor
- Clarence Williams III este Secretarul Apărării (nemenționat)
- Elizabeth Pena este Midwife
- Shane Brolly este Lt. Burrows
- Golden Brooks este Cale's Sister
- Ted King este RMR Operator
- Rachel Luttrell este Scan Room Nurse